# Bergheim (Opper-Beieren)
Bergheim is een gemeente in de Duitse deelstaat Beieren, en maakt deel uit van het Landkreis Neuburg-Schrobenhausen.
Bergheim telt 1.933 inwoners.

## Plaatsen in de gemeente Bergheim
- Attenfeld
- Bergheim
- Hennenweidach
- Unterstall

Aresing ·
Berg im Gau ·
Bergheim ·
Brunnen ·
Burgheim ·
Ehekirchen ·
Gachenbach ·
Karlshuld ·
Karlskron ·
Königsmoos ·
Langenmosen ·
Neuburg a.d.Donau ·
Oberhausen ·
Rennertshofen ·
Rohrenfels ·
Schrobenhausen ·
Waidhofen ·
Weichering